# Wiliam George Gentry
Sir Wiliam George Gentry KBE CB DSO, novozelandski general, * 20. februar 1899, † 13. oktober 1991.
Med letoma 1952 in 1955 je bil načelnik Generalštaba Novozelandske kopenske vojske.